# Onthophagus cupricollis
Onthophagus cupricollis là một loài bọ cánh cứng trong họ Bọ hung (Scarabaeidae).